# کاتلین و می
کاتلین و می (به انگلیسی: Kathleen and May) یک کشتی است که طول آن ۹۸٫۴ فوت (۳۰٫۰ متر) می‌باشد. این کشتی در سال ۱۹۰۰ ساخته شد.